# 西城街道 (南充市)
西城街道，是中华人民共和国四川省南充市顺庆区下辖的一个乡镇级行政单位。

## 行政区划
西城街道下辖以下地区：
小西街社区、大北街社区、果山街社区、红花街社区、新生街社区、解放街社区和府苑社区。